# Andromache Karakatsanis
Andromache Karakatsanis (* 3. Oktober 1955 in Toronto) ist eine kanadische Juristin. Sie ist seit 2011 Richterin am Obersten Gerichtshof Kanadas.

## Leben und Wirken
Karakatsanis wurde als Tochter nordgriechischer Immigranten in Toronto geboren. Im elterlichen Haushalt wurde Griechisch gesprochen und geschrieben, erst im Kindergarten lernte sie Englisch. Nach ihrem Schulabschluss besuchte sie das Victoria College der University of Toronto und erwarb dort 1977 den Bachelorgrad in englischer Literatur. Das anschließende Studium der Rechtswissenschaften an der Osgoode Hall Law School der York University schloss sie 1980 mit dem Erwerb des Bachelor of Laws ab. 1982 wurde sie in Ontario zur Anwaltschaft zugelassen. Anschließend war sie zunächst als rechtliche Assistentin („Law Clerk“) am Ontario Court of Appeal tätig. Ab 1983 praktiziert sie als Rechtsanwältin und war hier vor allem im Straf-, Zivil- und Familienrecht in Toronto tätig. 1988 trat sie in den Öffentlichen Dienst ein und war hier vor allem in der Alkohol-Lizenzierungsbehörde von Ontario tätig. 1995 wurde sie stellvertretende Generalstaatsanwältin für indigene Angelegenheit, 1997 stellvertretende Generalstaatsanwältin von Ontario. Von Juli 2000 bis November 2002 diente sie als Kabinettssekretärin von Ontario und Kanzlerin des Exekutivrats. In dieser Zeit engagierte sie sich zudem im Vorstand der YMCA.
2002 wurde Karakatsanis als Richterin am Ontario Superior Court of Justice in den Justizdienst aufgenommen. Im März 2011 wechselte sie an den Court of Appeal for Ontario. Bereits im Oktober 2011 wurde sie zur Richterin am Obersten Gerichtshof Kanadas ernannt, wo sie seitdem tätig ist. Als Juristin ist sie vor allem als Verfechterin des einfachen ersten Zugangs zum Recht sowie der Verfassungsrechte anerkannt. In ihren Entscheidungen wählt sie eine klare, unkomplizierte Sprache, was Teil ihres persönlichen Bestrebens ist, die Justiz zugänglicher zu machen. Nach dem Magazin „Canadian Lawyer“ umfassen ihre Urteile „Entscheidungen zur Straffung zivilrechtlicher Prozesse, zum Schutz der Privatsphäre von Opfern sexueller Übergriffe und zur Beseitigung potenzieller Hindernisse für Personen, die die Polizei wegen angeblichen Fehlverhaltens verklagen“. Sie hat auch „starke Sondervoten in so unterschiedlichen Bereichen wie dem Wettbewerbsrecht bis hin zu Warnungen vor der Gewährung weitreichender Befugnisse für den Staat verfasst, die die Privatsphäre von Personen unter polizeilichen Ermittlungen verletzen könnten“. Im Februar 2022 wurde ihr von der Law Society of Ontario die Ehrendoktorwürde verliehen.
Ihre Amtszeit am Obersten Gerichtshof Kanadas wird planmäßig mit dem Erreichen der Altersgrenze von 75 Jahren am 3. Oktober 2030 enden.
Karakatsanis ist verheiratet und Mutter von zwei Kindern sowie Großmutter von vier Enkeln.